# Station Hargicourt-Pierrepont
Station Hargicourt - Pierrepont is een spoorwegstation in de Franse gemeente Trois-Rivières.